# Evropski kongres etničnih religij
Evropski kongres etničnih religij je mednarodna organizacija za koordinacijo med posameznimi   etničnimi religiji v Evropi. Prvotni cilj ECER je okrepitev tradicionalne predkrščanske etnične religije v Evropi.

## Zgodovina
Kongres je bil ustanovljen leta 1998 pod imenom Svetovni kongres etničnih religij v Vilni, Litvi na inciativno 16 držav Evrope, Amerike in Azije). Kongres je gostil Jonas Trinkunas, ustanovitelj litvanske etnične religije Romuva. Najprej so kongres nameravali poimenovati „poganski”, kasneje so se odločili za etnične religije. Do leta 2010 je bil kongres imenovan Svetovni kongres etničnih religij, nato pa so ga zaradi neizanteresiranosti svetovne javnosti, preimenovali v Evropski kongres etničnih religij. Leta 2006 in 2009 sta bili konferenci v Indiji v sodelovanju zahodnih etničnih religij (tudi neopoganskih) in  hinduizma
By Ethnic Religion, we mean religion, spirituality, and cosmology that is firmly grounded in a particular people's traditions. In our view, this does not include modern occult or ariosophic theories/ideologies, nor syncretic neo-religions. [...] (iz opisa ustanovne deklaracije WCER).

## Kronologija kongresa
1. Vilna, Litva (1998)
2. Telsiai, Litva(1999)
3. Bradesiai, Litva (2000)
4. Vilna, Litva (2001), with delegates from the Vishva Hindu Parishad
5. Vilna, Litva (2002)
6. Vilna, Litva (2003) "Global Initiatives for Ethnic Cultures and Religions"
7. Atene, Grčija (2004) "The High Values Of The Pre-Christian Ethnic Traditions and Religions"
8. Antwerp, Flanders (2005) "Spirituality and Tradition in an Anti-Traditional World"
9. Jaipur, India (2006) "Spirituality Beyond Religions", in cooperation with the International Centre of Cultural Studies and the World Congress of Elders of Ancient Cultures and Traditions
10. Riga-Jurmala-Sigulda, Latvija (2007) "The Spirit Will See New Light in the Turn of Ages"
11. Jędrzychowice, Polska (2008)
12. Nagpur, India (2009)
13. Bologna, Italija (2010) "Ethics in Contemporary World"
14. Odense, Danska (2012)
15. Vilna, Litva (2014)
16. Praga, Češka (2015)